# Luigi Capra (tuffatore)
Luigi Capra (fl. XX secolo) è stato un tuffatore italiano.

## Biografia
Proveniva dal mondo della ginnastica e fu pioniere dei tuffi in Italia. Gareggio nei tuffi per la Società milanese di nuoto Nettuno.
Rappresentò la Italia ai Giochi olimpici intermedi di Atene 1906, gareggiando nel concorso dei tuffi dalla piattaforma, dove non concluse la prova.
Nel 1907 vinse il VII Campionato italiano di tuffi con 871 punti, precedendo Carlo Bonfanti e Luigi Levati, permettendo alla Nettuno Milano di aggiudicarsi la Coppa del Re.

## Palmarès
Campionato italiano di tuffi
- Milano 1907:  Oro